# Westende (Wuppertal)
Die Ortslage Westende im Wohnquartier Nützenberg im Wuppertaler Stadtbezirk Elberfeld-West geht auf eine alte Flurbezeichnung zurück.

## Lage
Die Ortslage befindet sich an der Wupper und am südlichen Fuß des Nützenberges, sie war Mitte des 19. Jahrhunderts der äußere westliche Rand der Besiedelung Elberfelds.
Benachbarte Ortslagen sind: Hütte, Arrenberg, An der Weide, Vogelsaue, Auf dem Nützenberg, Varresbeck, An der Kupferhütte und Stockmannsmühle.

## Geschichte
Eine Ersterwähnung der Ortslage ist nicht belegt.
Die aus der damals selbstständigen Gemeinde Elberfeld nach Westen führende Königstraße (heute Friedrich-Ebert-Straße) zwischen Breite Straße (heute Tannenbergstraße) und Westende wurde in der ersten Hälfte des 19. Jahrhunderts angelegt. Das 1863 gegründete Chemieunternehmen Friedr. Bayer et comp. (heute Bayer AG) für Färbechemikalien siedelte sich 1866 hier in der Nähe an.
Am Westende befand sich das Haus des Brauereiinhabers Gustav Küpper, das einen großen Saal und einen Felsenkeller besaß.
Die erste Pferdebahn im heutigen Wuppertal ging von Rittershausen (heute Stadtteil Barmen) bis nach Elberfeld über die Königstraße und endete an dieser Ortlage Westende, sie wurde 1874 eröffnet. Spätestens seitdem ist der Name Westende für diese Ortslage geläufig.
1896 wurde die Pferdebahn auf einen elektrischen Betrieb umgestellt und im selben Jahr wurde die zuvor 9,5 Kilometer lange Bahnstrecke bis nach Sonnborn verlängert. Zu der Straßenbahn gab es eine Wagenhalle, die aber nicht mehr existiert. Auf diesem Gelände war bis zur Jahrtausendwende die Kohlenhalde des Kraftwerks Elberfeld, das 1900 eingeweiht wurde.
Die 1901 in Betrieb genommene Strecke der Wuppertaler Schwebebahn erhielt eine Schwebebahnstation, die von Anfang an den Namen Schwebebahnstation Westende trägt.